# Linaria arvensis
Linaria arvensis es una herbácea de la familia de las escrofulariáceas.

## Descripción
Es la menor del género Linaria, presenta un tamaño de entre 8-14 cm (centímetros), con tallos erguidos, azulados o con tintes purpúreos, sin pelos; hojas inferiores partiendo de un mismo punto (verticilos) y superiores alternas sobre el tallo, también azuladas, de hasta 15 mm (milímetros) de largo y unos 2 de ancho, generalmente algo enrolladas longitudinalmente. Flores en primavera y verano, azules o lila-azul pálido, con garganta blanca y espolón corto, fino y mui curvado.

## Distribución
Sur, oeste y centro de Europa. Crece en terrenos arenosos, entre rocas en zonas abiertas.